# Arcidiocesi di Quito

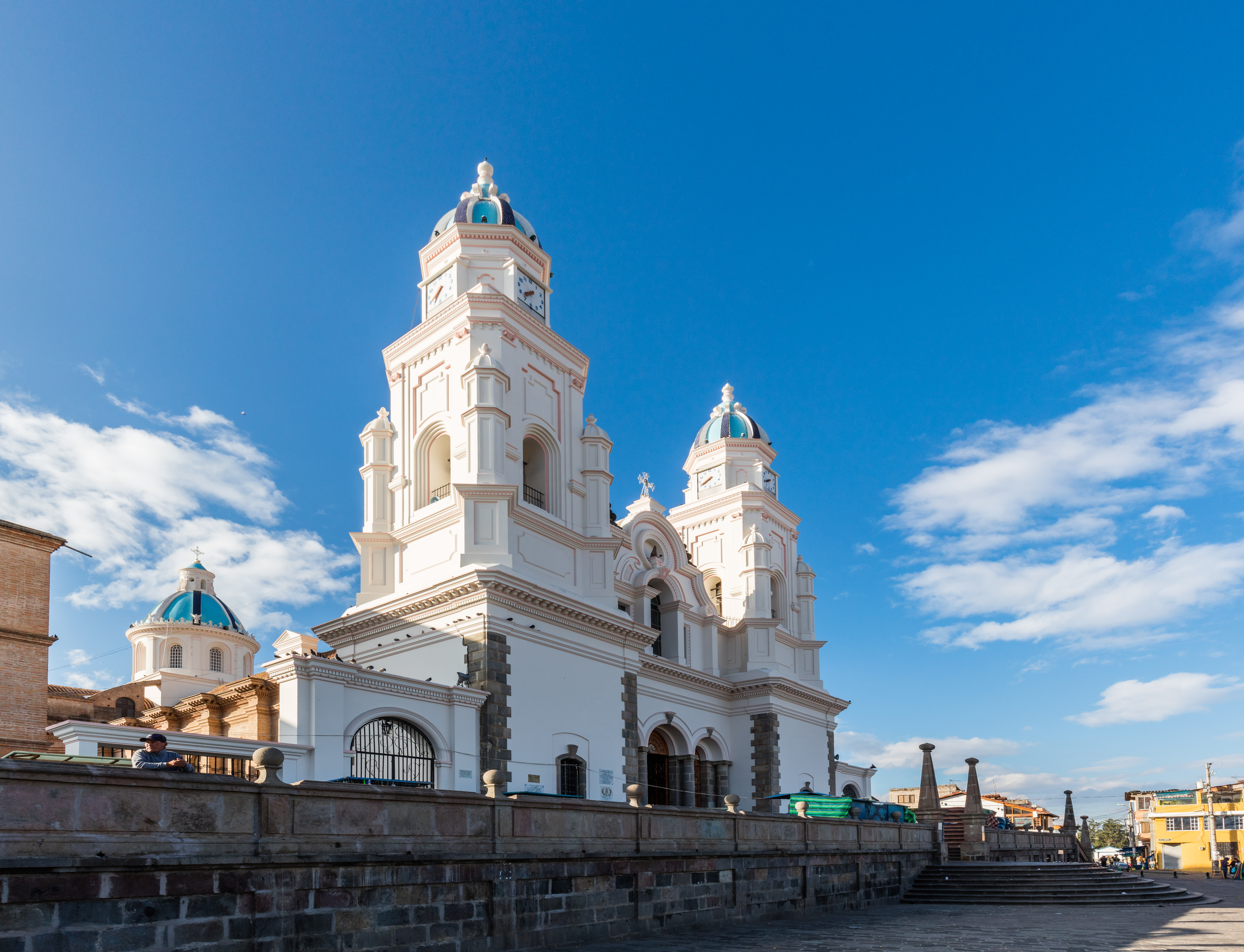
Il Santuario Nacional de Nuestra Señora de la Presentación de El Quinche, Quito.

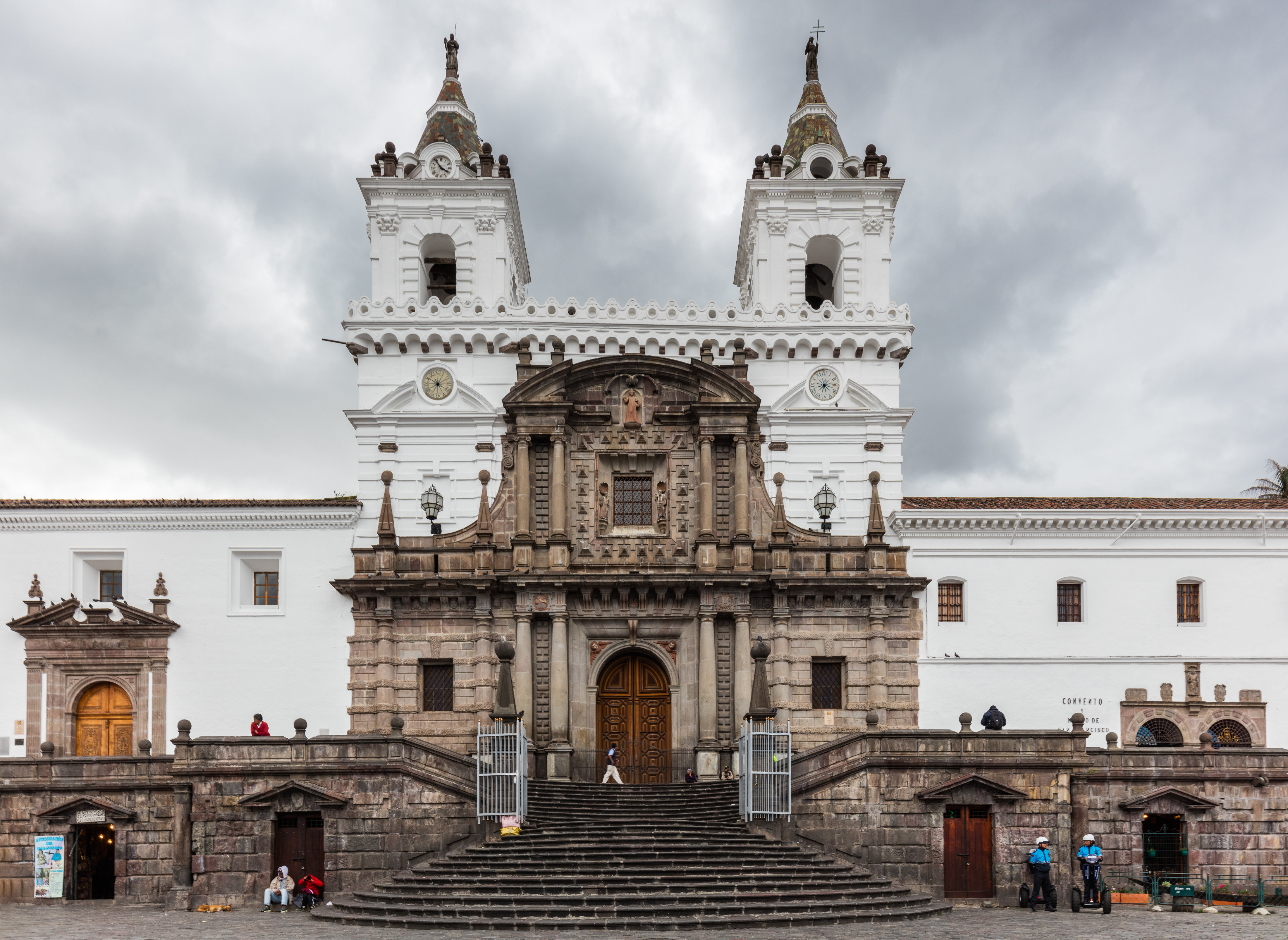
La basilica minore di San Francesco a Quito.

L'arcidiocesi di Quito (in latino Archidioecesis Quitensis) è una sede metropolitana della Chiesa cattolica in Ecuador. Nel 2022 contava 2.631.835 battezzati su 3.321.012 abitanti. È retta dall'arcivescovo Alfredo José Espinoza Mateus, S.D.B.

## Territorio
L'arcidiocesi comprende la parte orientale della provincia del Pichincha.
Sede arcivescovile è la città di Quito, dove si trova la cattedrale dell'Assunzione di Maria Vergine. Sono 4 le basiliche minori presenti in arcidiocesi: le basiliche di Nostra Signora della Mercede, di San Francesco e del Sacro Cuore di Gesù a Quito, e la basilica di Nostra Signora della Presentazione a El Quinche.
Il territorio è suddiviso in 194 parrocchie, raggruppate in 17 decanati.

## Storia
La diocesi di Quito fu eretta l'8 gennaio 1546 con la bolla Super specula Militantis Ecclesiae di papa Paolo III, ricavandone il territorio dall'arcidiocesi di Lima, di cui originariamente era suffraganea. Dall'erezione fino al 1786 il territorio diocesano si estendeva a tutta la Audiencia Reale di Quito ed era quindi maggiore dell'odierno territorio dell'Ecuador.
Nel 1569 il vescovo Pedro de la Peña istituì un primo seminario presso il palazzo episcopale, che nel 1585 fu trasferito alla chiesa di santa Barbara. Nel 1594 il seminario, dedicato a san Luigi di Francia, fu affidato ai gesuiti, che lo mantennero fino all'espulsione nel 1767, dopodiché passerà al clero secolare.
Il 16 gennaio 1769 la diocesi cedette una porzione del suo territorio a vantaggio dell'erezione della diocesi di Cuenca (oggi arcidiocesi).
Gli ultimi tempi della colonia spagnola furono caratterizzati da una stretta dipendenza dalla Corona, che con l'espulsione dei gesuiti e lo smantellamento delle loro missioni nella parte orientale della diocesi, causò un rallentamento e una decadenza dell'attività pastorale.
Ancora peggiore fu la situazione agli esordi della repubblica, che pretendeva di esercitare tutti i diritti della Monarchia spagnola, compreso il diritto del patronato regio di presentazione dei vescovi.
Il 28 maggio 1803 cedette un'altra porzione di territorio a vantaggio dell'erezione della diocesi di Maynas (oggi diocesi di Chachapoyas).
Il 22 settembre 1835 in forza della bolla Solicitudo omnium ecclesiarum di papa Gregorio XVI cedette alcune parrocchie alla diocesi di Popayán (oggi arcidiocesi).
Il 13 gennaio 1848 la diocesi fu elevata al rango di arcidiocesi metropolitana.
Successivamente cedette a più riprese porzioni di territorio a vantaggio dell'erezione di nuove circoscrizioni ecclesiastiche e precisamente:
- le diocesi di Bolívar (oggi diocesi di Riobamba) e di Ibarra il 29 dicembre 1862;
- la diocesi di Portoviejo (oggi arcidiocesi) il 23 marzo 1870;
- il vicariato apostolico del Napo il 7 febbraio 1871;
- la diocesi di Ambato il 28 febbraio 1948;
- la diocesi di Latacunga il 5 dicembre 1963;
- la prelatura territoriale di Santo Domingo de los Colorados (oggi diocesi di Santo Domingo in Ecuador) il 5 gennaio 1987.

Nel 1862 ai gesuiti ristabilitosi in Ecuador fu affidato nuovamente il seminario, che dieci anni dopo passò alla gestione dei padri lazzaristi e fu dedicato a san Giuseppe.
Durante la presidenza di Gabriel García Moreno l'Ecuador, primo stato al mondo, fu consacrato al Sacro Cuore di Gesù e fu decisa la costruzione della basilica del Voto Nazionale, che oggi è la più imponente chiesa di Quito e dell'Ecuador.
Il 6 agosto 1875 il presidente García Moreno fu assassinato dalla massoneria; meno di due anni dopo, il 30 marzo 1877 anche l'arcivescovo José Ignacio Checa y Barba fu assassinato, avvelenando il calice durante la messa del Venerdì Santo.
Il 20 aprile 1906 una litografia della Vergine Dolorosa fu vista da 38 persone aprire e chiudere gli occhi. In seguito ad un processo canonico fu dichiarata l'autenticità del miracolo.
Nel 1946 fu fondata l'università cattolica dell'Ecuador.
L'11 novembre 1995 la Congregazione per i vescovi con un decreto ha elevato l'arcidiocesi a sede primaziale, dando agli arcivescovi di Quito il titolo di primate dell'Ecuador.

## Cronotassi dei vescovi
Si omettono i periodi di sede vacante non superiori ai 2 anni o non storicamente accertati.
- García Díaz Arias † (8 gennaio 1546 - 1562 deceduto)
  - Sede vacante (1562-1565)
- Pedro de la Peña, O.P. † (15 maggio 1565 - 7 marzo 1583 deceduto)
  - Sede vacante (1583-1588)
- Antonio de San Miguel Avendaño y Paz, O.F.M. † (9 marzo 1588 - 7 novembre 1590 deceduto)
- Luis López de Solís, O.S.A. † (7 settembre 1592 - 18 luglio 1605 nominato arcivescovo di La Plata o Charcas)
- Salvador Ribera Avalos, O.P. † (17 agosto 1605 - 1612 deceduto)
- Hernando de Arias y Ugarte † (22 aprile 1613 - 14 marzo 1616 nominato arcivescovo di Santafé en Nueva Granada)
- Alfonso de Santillán y Fajardo, O.P. † (23 marzo 1616 - 15 ottobre 1620 deceduto)
  - Sede vacante (1620-1623)
- Francisco Sotomayor, O.F.M. † (18 dicembre 1623 - 5 giugno 1628 nominato arcivescovo di La Plata o Charcas)
- Pedro de Oviedo y Falconi, O.Cist. † (10 luglio 1628 - 21 agosto 1645 nominato arcivescovo di La Plata o Charcas)
  - Sede vacante (1645-1647)
- Agustín de Ugarte y Sarabia (Savaria) † (21 ottobre 1647 - 6 dicembre 1650 deceduto)
  - Sede vacante (1650-1653)
- Alfonso de la Peña Montenegro † (18 agosto 1653 - 1687 deceduto)
- Sancho Pardo de Andrade de Figueroa y Cárdenas † (15 novembre 1688 - 1702 deceduto)
- Diego Ladrón de Guevara † (15 settembre 1704 - prima del 12 luglio 1717 dimesso)
- Luis Francisco Romero † (12 luglio 1717 - 19 novembre 1725 nominato arcivescovo di La Plata o Charcas)
- Juan Gómez de Neva (Nava) y Frías † (19 novembre 1725 - 21 agosto 1729 deceduto)
- Andrés de Paredes y Armendáriz † (18 giugno 1731 - 3 luglio 1745 deceduto)
- Juan Nieto Polo del Aguila † (28 novembre 1746 - 12 marzo 1759 deceduto)
  - Sede vacante (1759-1762)
- Pedro Ponce y Carrasco † (20 dicembre 1762 - 28 ottobre 1775 deceduto)
- Blas Sobrino y Minayo † (16 dicembre 1776 - 15 dicembre 1788 nominato vescovo di Santiago del Cile)
- José Pérez Calama † (30 marzo 1789 - 1º dicembre 1792 dimesso)
- José Fernández Díaz de la Madrid, O.F.M.Obs. † (3 dicembre 1792 - 4 giugno 1794 deceduto)
- Miguel Álvarez Cortés † (22 settembre 1795 - 1º febbraio 1801 deceduto)
- José Cuero y Caicedo † (23 dicembre 1801 - 10 dicembre 1815 deceduto)
  - Miguel Fernández Flórez, O.F.M.Obs. † (11 luglio 1815 - 2 ottobre 1818) (amministratore apostolico)
- Leonardo Santander y Villavicencio † (2 ottobre 1818 - 24 maggio 1824 nominato vescovo di Jaca)
  - Sede vacante (1824-1828)
  - Manuel de los Santos Escobar † (21 maggio 1827 - 1827 dimesso) (vescovo eletto)
- Rafael Lasso de la Vega † (15 dicembre 1828 - 16 aprile 1831 deceduto)
  - Sede vacante (1831-1833)
- Nicolás Joaquín de Arteta y Calisto † (29 luglio 1833 - 6 settembre 1849 deceduto)
- Francisco Xavier de Garaycoa y Llaguno † (5 settembre 1851 - 2 dicembre 1859 deceduto)[7]
- José María Riofrío y Valdivieso † (22 luglio 1861 - 2 aprile 1867 nominato amministratore apostolico di Loja)
- José María de Jesús Yerovi Pintado, O.F.M.Obs. † (2 aprile 1867 succeduto - 20 giugno 1867 deceduto)
- José Ignacio Checa y Barba † (16 marzo 1868 - 30 marzo 1877 deceduto)[8]
  - Sede vacante (1877-1882)
- José Ignacio Ordóñez † (3 luglio 1882 - 14 luglio 1893 deceduto)
- Pedro Rafael González y Calisto † (14 luglio 1893 succeduto - 27 marzo 1904 deceduto)
- Federico González y Suárez † (14 dicembre 1905 - 3 dicembre 1917 deceduto)
- Manuele María Pólit † (7 giugno 1918 - 30 ottobre 1932 deceduto)
- Carlos María Javier de la Torre † (8 settembre 1933 - 23 giugno 1967 ritirato)
- Pablo Muñoz Vega, S.I. † (23 giugno 1967 succeduto - 1º giugno 1985 ritirato)
- Antonio José González Zumárraga † (1º giugno 1985 succeduto - 21 marzo 2003 ritirato)
- Raúl Eduardo Vela Chiriboga † (21 marzo 2003 - 11 settembre 2010 ritirato)
- Fausto Gabriel Trávez Trávez, O.F.M. (11 settembre 2010 - 5 aprile 2019 ritirato)
- Alfredo José Espinoza Mateus, S.D.B., dal 5 aprile 2019

## Statistiche
L'arcidiocesi nel 2022 su una popolazione di 3.321.012 persone contava 2.631.835 battezzati, corrispondenti al 79,2% del totale.
| anno | popolazione | popolazione | popolazione | presbiteri | presbiteri | presbiteri | presbiteri                | diaconi | religiosi | religiosi | parrocchie |
| anno | battezzati  | totale      | %           | numero     | secolari   | regolari   | battezzati per presbitero | diaconi | uomini    | donne     | parrocchie |
| ---- | ----------- | ----------- | ----------- | ---------- | ---------- | ---------- | ------------------------- | ------- | --------- | --------- | ---------- |
| 1950 | 564.000     | 565.550     | 99,7        | 318        | 128        | 190        | 1.773                     |         | 500       | 864       | 66         |
| 1966 | 682.997     | 682.997     | 100,0       | 422        | 134        | 288        | 1.618                     |         | 623       | 1.332     | 73         |
| 1968 | 770.000     | 779.564     | 98,8        | 439        | 152        | 287        | 1.753                     |         | 728       | 1.263     | 87         |
| 1976 | 910.827     | 1.001.980   | 90,9        | 420        | 140        | 280        | 2.168                     |         | 526       | 1.376     | 92         |
| 1980 | 1.164.000   | 1.293.000   | 90,0        | 410        | 132        | 278        | 2.839                     |         | 465       | 1.457     | 100        |
| 1990 | 1.338.482   | 1.487.207   | 90,0        | 451        | 138        | 313        | 2.967                     | 4       | 670       | 1.419     | 118        |
| 1999 | 1.786.500   | 1.985.000   | 90,0        | 464        | 174        | 290        | 3.850                     | 5       | 664       | 1.751     | 150        |
| 2000 | 2.014.000   | 2.120.000   | 95,0        | 430        | 152        | 278        | 4.683                     | 4       | 657       | 1.837     | 159        |
| 2001 | 2.010.000   | 2.250.000   | 89,3        | 455        | 171        | 284        | 4.417                     | 4       | 668       | 1.853     | 159        |
| 2002 | 1.845.000   | 2.050.000   | 90,0        | 468        | 188        | 280        | 3.942                     | 3       | 639       | 2.201     | 163        |
| 2003 | 1.886.400   | 2.096.000   | 90,0        | 471        | 192        | 279        | 4.005                     | 3       | 703       | 1.987     | 165        |
| 2004 | 1.893.295   | 2.103.661   | 90,0        | 456        | 184        | 272        | 4.151                     | 3       | 694       | 1.843     | 165        |
| 2010 | 2.115.000   | 2.350.000   | 90,0        | 433        | 179        | 254        | 4.884                     | 2       | 797       | 1.542     | 173        |
| 2014 | 2.360.354   | 2.682.221   | 88,0        | 449        | 196        | 253        | 5.256                     | 1       | 636       | 877       | 175        |
| 2017 | 2.465.529   | 2.900.622   | 85,0        | 323        | 174        | 149        | 7.633                     |         | 837       | 1.311     | 184        |
| 2020 | 2.743.700   | 3.228.233   | 85,0        | 310        | 192        | 118        | 8.850                     | 2       | 650       | 1.059     | 194        |
| 2022 | 2.631.835   | 3.321.012   | 79,2        | 315        | 199        | 116        | 8.355                     | 4       | 606       | 1.125     | 194        |